# Guerilla Nation
Guerilla Nation ist der Name einer rockerähnlichen Gruppierung, die erstmals Anfang 2016 in Gießen und kurz darauf in Berlin in Erscheinung trat. Heute ist die Gruppe bundesweit und über Deutschland hinaus aktiv. Sie selbst bezeichnen sich als „ein Club, eine Gemeinschaft aus verschiedenen Nationalitäten und Kulturen, deren Ziel der Zusammenhalt und Brüderlichkeit ist“.

## Geschichte
Die Organisation Guerilla Nation entstand laut Erkenntnissen der Bundesregierung als Supportergruppierung des Hells-Angels-Charters Gießen um dessen Präsident Aygün Mucuk. Mucuk wurde nur wenige Monate später von einem bisher unbekannten Täter in Gießen erschossen. Ebenfalls 2016 wurden bei einem Treffen in Berlin Waffen beschlagnahmt. Heute ist die Gruppe auch in anderen Bundesländern und im europäischen Ausland aktiv. Unterstützer treten auch unter den Namen Elite Nation und Rebellen 714 Legion Ost auf. 714 steht hier für den siebenten (G) und den vierzehnten (N) Buchstaben im Alphabet (GN = Guerilla Nation). Eine genaue Anzahl der Mitglieder ist der Bundesregierung derzeit nicht bekannt. Treffen soll es unter anderem mit dem russischen MC Nachtwölfe gegeben haben. Weitere Verbindungen scheint es zu den Hells Angels und den Osmanen Germania Boxclub zu geben.

## Aktivitäten
In Berlin rekrutierte sich Guerilla Nation vorrangig aus dem Umfeld arabischer Clans. Ende 2016 löste sich das Berliner Chapter nach Streit mit anderen Gruppen überraschend auf. Zuvor wurde ein Anwärter des Clubs in Berlin erschossen.
Im darauffolgenden Jahr trat eine Neugründung unter dem Namen Guerilla Nation Vaynakh in Erscheinung. Mitgliedern dieser Vereinigung wird vorgeworfen, im Mai 2017 an einer Schießerei in Berlin-Wedding beteiligt gewesen zu sein. Laut Informationen aus Justizkreisen soll es sich hierbei um Streitigkeiten im Bereich der Organisierten Kriminalität gehandelt haben.
Im Zuge der angeblichen Unterwanderung der Polizeiakademie Berlin durch eine kriminelle arabische Großfamilie (Miri-Clan) wurden auch die Kontakte eines Polizeischülers zur Gruppierung Guerilla Nation thematisiert.